# Javor, Ljubljana
Javor este o localitate din comuna Ljubljana, Slovenia, cu o populație de 170 de locuitori.